# Трой, Мёрфи
Эдвард Мерфи Трой (англ. Murphy Edward Troy; родился 31 мая 1989) ― американский волейболист, игрок мужской сборной США по волейболу. Также играет в составе российского клуба Локомотив (Новосибирск). Спортсмен участвовал в Чемпионате Северной, Центральной Америки и Карибского бассейна по волейболу среди мужчин 2013 года, является золотым призёром Панамериканского кубка по волейболу среди мужчин 2012 и Мировой лиги 2014.

## Карьера

### Клубы
В 2014 году Трой переехал из Франции в польский клуб Лотос Трефл Гданьск. 19 апреля 2015 года он выиграл Польский Кубок, который является первым достижением этого рода в истории клуба. Он же был удостоен звания лучший подающий турнира. Был серебряным призёром Польского чемпионата. В мае 2015 года был подписан новый годичный контракт с Лотос Трефл Гданьск.

### Сборная
В 2014 году Трой в составе мужской сборной США по волейболу, выиграл золотую медаль на Мировой лиге. В 2016 году на летних Олимпийских играх был удостоен бронзовой медали.

## Спортивные достижения

### Клубы

#### Национальные чемпионаты
- 2014/2015  Польский кубок
- 2014/2015  Чемпионат Польши
- 2015/2016  Суперкубок Польши

### Сборная США
- 2011  Панамериканский Кубок
- 2012  Панамериканский Кубок
- 2013  Чемпионат Северной, Центральной Америки и Карибского бассейна по волейболу среди мужчин
- 2014  Мировая лига
- 2015  Мировая лига
- 2015  Мировая лига
- 2016  Олимпийские игры